# Saadeddine El Othmani
Saadeddine El Othmani (Arabisch: سعد الدين العثماني) (Inezgane, 16 januari 1956) is een Marokkaans politicus namens de PJD (Parti de la justice et du développement). Van 5 april 2017 tot 7 oktober 2021 was hij premier van de Marokkaanse regering.
Othmani werd in april 2017 aangesteld als premier nadat zijn voorganger en partijgenoot Abdelilah Benkirane er niet in slaagde om na de verkiezingen van 2016 een regering te vormen. Hij leidde zijn eerste regering tot 9 oktober 2019, waarna een kabinetsuitbreiding plaatsvond en een doorstart gemaakt werd met het kabinet-Othmani II. Bij de verkiezingen van 8 september 2021 werd de PJD bijna gedecimeerd in zeteltal, waarna Othmani direct het leiderschap van de partij neerlegde. Op 7 oktober trad de zakenman en oud-minister Aziz Akhannouch aan als de nieuwe premier van Marokko.